# Palacio de Arriba (Cenera)
El palacio de Arriba ubicado en Cenera, municipio de Mieres (Asturias, España) es un conjunto palacial rural edificado en el siglo XVIII, según reza la inscripción sobre una de sus puertas. Tiene fachada cuadrada, dividida en dos pisos. En el frente principal; en el piso de abajo se abren dos huecos, uno adintelado y otro de medio punto con dovelas. Junto a las puertas hay cuatro troneras. En el piso superior se abren cinco balcones con voladizo.
Los materiales utilizados son mampostería revocada para muros y sillería para vanos, esquinas, etc.
Sobre la puerta dovelada hay colocado un antiguo reloj de sol.
En el recinto del palacio hay una pequeña capilla de carácter popular en cuyo interior se conservan imágenes del siglo XVIII.